# Етно домаћинство и галерија „Топаловић”
Етно домаћинство и галерија „Топаловић” се налази у селу Липолист, на територији града Шапца, у Мачви и у подножју планине Цер. Оснивач и власник етно села је Слободан Топаловић, сликар и ученик Милића од Мачве, коме је ово својеврсна и јединствена галерија слика.
Етно село се састоји од више објеката традиционалне градње, као што садржи и једну велику колекцију старих ствари и уметничких слика које су етнолошке и приказују Србију, прошлост и обичаје. Ту је стара мачванска соба која је смештена у амбар, стар 170 година, музеј старих ормана, следећа је аутентична трпезарија са рестораном, фијакерима, чезама, таљигама и многим другим стварима. Пошто је Мачва по традицији имала колебе, на имању недалеко од Етно села подигнута је колеба, где ће на имању у шуми од два хектара бити узгајане мангулице.